# Lithosia ratonella
Lithosia ratonella är en fjärilsart som beskrevs av Matsumura 1927. Lithosia ratonella ingår i släktet Lithosia och familjen björnspinnare. Inga underarter finns listade i Catalogue of Life.